# Zlaim
Zlaim ist ein Ort im Ausseerland des Salzkammerguts in der Steiermark und gehört zur Gemeinde Grundlsee im Bezirk Liezen.

## Geographie
Der Ort Zlaim befindet sich 1½ Kilometer südlich von Grundlsee, direkt oberhalb von Archkogl. Es befindet sich am Fuß des Zlaimkögels (1308 m ü. A.), einem Vorberg des Türkenkogel (1580 m ü. A.). Westlich liegt das untere Weißenbachtal.
Die Rotte liegt auf um die 975 m ü. A. Höhe und umfasst etwa 20 Adressen.
|                           | Archkogl                                    | Mitterau |
| Gallhof (Gem. Bad Aussee) | Kompassrose, die auf Nachbargemeinden zeigt |          |
| Gruben (Gem. Bad Aussee)  | Weißenbach (Gem. Bad Aussee)                |          |

## Geschichte  und Infrastruktur
Der Name findet sich vermutlich als Zlemmer schon im Hochmittelalter Das Wort bezieht sich hier im Raum auf mergeliges Gestein und dessen lehmigen Boden, und ist vielleicht slawischer Herkunft. Auf die alten Besitzungen verweist auch der Steirerwald oberhalb.
Hier befindet sich Sportzentrum Hohe Zlaim mit einem kleinen Schilift und Naturrodelbahn. Bekannt ist diese Anlage auch für das seit einigen Jahren hier veranstaltete Open Air der einheimischen Musikgruppe Die Seer. Außerdem findet sich ein Reitstall.
Oberhalb verläuft die 1951 errichtete Materialseilbahn Grundlsee zwischen dem Gipstagebau Wienern und dem Rigips-Werk Bad Aussee.